# Callimus abdominale
Callimus abdominale là một loài bọ cánh cứng trong họ Cerambycidae.